# La sagrada familia (libro)
La sagrada familia (en alemán: Die heilige Familie) es un libro escrito por Karl Marx y Friedrich Engels en noviembre de 1844. El libro es una crítica hacia los jóvenes hegelianos y su pensamiento, popular entre los círculos académicos de la época.
El título fue sugerido por el editor a modo de una referencia irónica a los hermanos Bauer y sus seguidores. La obra generó una controversia en la prensa y motivó a Bruno Bauer a intentar refutar sus argumentos en un artículo salido al año siguiente. Bauer afirmó que Marx y Engels habían malinterpretado lo que él había querido decir. Unos meses después, Marx le replicó en otro artículo. Marx y Engels también trataron la controversia en el capítulo 2 de La ideología alemana.

## Historia

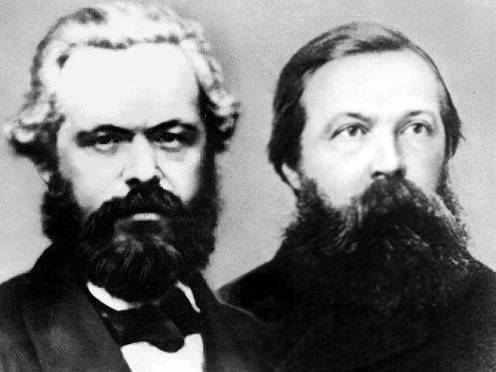
Karl Marx y Friedrich Engels.

Durante la corta estancia de Engels en París (1844), Marx sugirió que deberían escribir juntos una crítica satírica de su época, los jóvenes hegelianos. Mientras cumplía su plan, se realizó el primer proyecto de escritura conjunta entre los dos hombres y, por lo tanto, el comienzo de su amistad.
Después de conversar, comenzaron a trazar planes para un libro sobre la tendencia de pensamiento joven hegeliana muy popular en los círculos académicos. Acordando ser coautor del Prólogo, dividieron las otras secciones. Engels terminó sus capítulos asignados antes de salir de París, que ocupaban menos de medio pliego. Marx tenía la mayor parte del trabajo, y lo completó a fines de noviembre de 1844 (Marx se basaría en sus Manuscritos económicos y filosóficos, en los que había estado trabajando la primavera y el verano de 1844). Marx había convertido un folleto en una obra de 20 pliegos. Engels consideró curioso y cómico que pese a su corta aportación apareciera su nombre en el libro, incluso antes que el de Marx.
En enero de 1845, la línea de título más importante, "La Sagrada Familia", se agregó a sugerencia del editor de libros Lowenthal. Es una referencia sarcástica a los hermanos Bauer (Bruno y Edgar) y sus partidarios entre los hegelianos que habían intentado una renovación crítica del cristianismo, de ahí el subtítulo "Crítica de la crítica crítica". Más tarde, Marx continuará este sarcasmo refiriéndose a ellos como San Bruno, San Max (Stirner), etc.
Finalmente Engels dio a conocer la obra el 17 de marzo de 1845. Un documento señaló que expresaba puntos de vista socialistas ya que criticaba la "insuficiencia de cualquier medida a medias dirigida a eliminar las enfermedades sociales de nuestro tiempo". La prensa conservadora reconoció de inmediato los elementos radicales inherentes a sus muchos argumentos.

## Contenido
La Sagrada Familia contiene importantes consideraciones tanto sobre la historia de la filosofía, como sobre la historia de la lucha del materialismo contra el idealismo.
Se dedica particular atención a la historia del materialismo y a la crítica del materialismo mecanicista francés e inglés, además de la idea de relaciones de producción. Aunque aún no se plantean todavía cuestiones como la dictadura del proletariado, pero no deja de ser una etapa importante del socialismo científico.
En un artículo escribió que en La Sagrada Familia "cada línea predica una revuelta ... contra el estado, la iglesia, la familia, la legalidad, la religión y la propiedad". También señaló que "se le da prominencia al comunismo más radical y más abierto, y esto es tanto más peligroso ya que a Marx no se le puede negar ni un conocimiento extremadamente amplio ni la capacidad de hacer uso del polémico arsenal de la lógica de Hegel, lo que habitualmente se llama «lógica del hierro»".
Este libro, según dijo Lenin, echa los fundamentos del socialismo materialista revolucionario.